# Portnahaven
Portnahaven (gaelicki: Port na h-Abhainne) – wieś na wyspie Islay, w Szkocji, w Argyll and Bute, w civil parish Kilchoman, położona na półwyspie Rhinns of Islay. Leży 1,5 km od Rubha na Faing. W 1991 miejscowość liczyła 150 mieszkańców.